# Isla Signy
La isla Signy pertenece al archipiélago de las islas Orcadas del Sur en la Antártida. 
Sus dimensiones aproximadas son de 6.5 km de largo por 5 km de ancho y se eleva a 288 m s. n. m. La mayor parte de la isla permanentemente cubierta por el hielo. Las temperaturas medias alcanzan los 0 °C y cae aproximadamente a -10 °C en el invierno, las temperaturas máximas y mínimas son sobre 12 °C y -44 °C, respectivamente.

## Historia
Posiblemente fue cartografiada por James Weddell en 1825. Fue nombrada así por el ballenero noruego Petter Martin Mattias Koch en honor a su esposa Signy Therese.
Adolf Amandus Andresen de la compañía ballenera chilena Sociedad Ballenera de Magallanes envió un buque factoría a la isla Signy en la temporada 1911-1912, y luego siguió hasta la temporada 1914-1915 cuando la Primera Guerra Mundial impidió que continuara con la caza de ballenas. El pecio del naufragio del buque factoría A/S Corrals en Signy el 4 de febrero de 1913, es todavía visible en la costa oeste de la isla.
La caza de ballenas comenzó de nuevo en 1920-1921, cuando la compañía A/S Tønsbergs Hvalfangeri estableció una pequeña estación en Bruce Harbour (llamada Factory Cove o Borge Harbour por los balleneros), en la costa noreste de la isla. La estación tenía varias instalaciones y varios tanques de almacenamiento de gran tamaño. Los barcos balleneros Herkules y Husvik atraparon 61 ballenas durante la temporada. A causa del hielo y la nieve era difícil la operación en la factoría, y la primera temporada sólo se produjo 409 barriles de aceite de ballena y 450 toneladas de grasa de ballena, que fue enviada con la goleta Teiehøyden a la estación de tierra de la compañía en Husvik en Georgia del Sur. Desde la temporada 1922-1923, las autoridades británicas de las islas Malvinas le concedieron permiso para operar con el barco factoría flotante Orwell (I), que en 1925 fue sustituido por Orwell (II). 1930-1931 fue la última temporada de caza de ballenas en Signy. En el pequeño cementerio Cemetery Flats quedaron enterrados cinco balleneros noruegos.
La Base H, luego llamada Base de Investigación Signy, fue abierta por el Reino Unido el 18 de marzo de 1947 en el lugar donde se encontraba la estación ballenera. La base tenía personal durante todo el año hasta 1996, desde aquel año está sido ocupada sólo de noviembre a abril. Tiene capacidad para 10 personas aproximadamente y es operada por el British Antarctic Survey, para investigaciones sobre biología.

## Reclamaciones territoriales
Argentina incluye a la isla en el departamento Antártida Argentina dentro de la provincia de Tierra del Fuego, Antártida e Islas del Atlántico Sur, y para el Reino Unido integra el Territorio Antártico Británico, pero ambas reclamaciones están sujetas a las disposiciones del Tratado Antártico.

## Galería

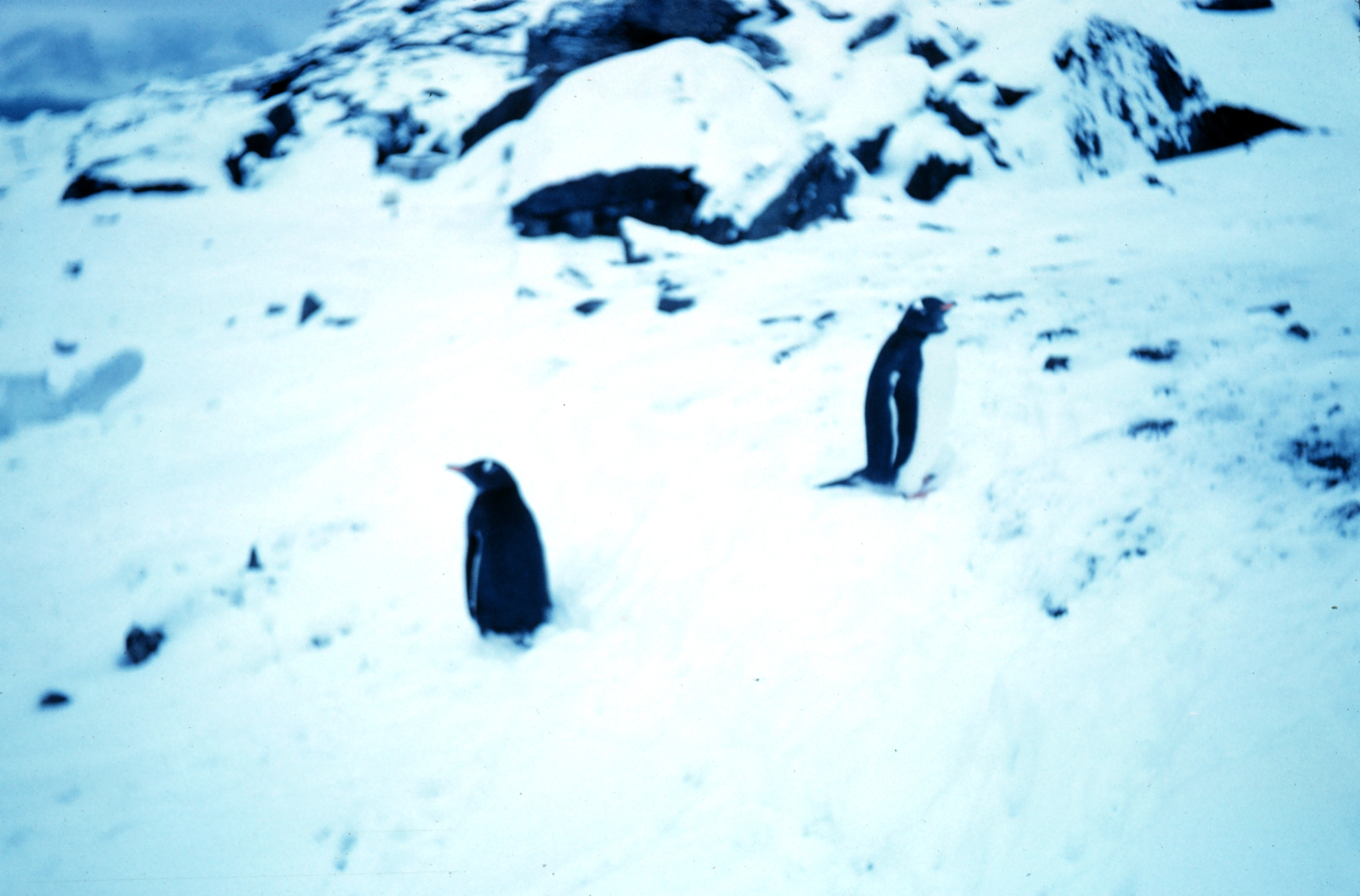
Vista de Signy
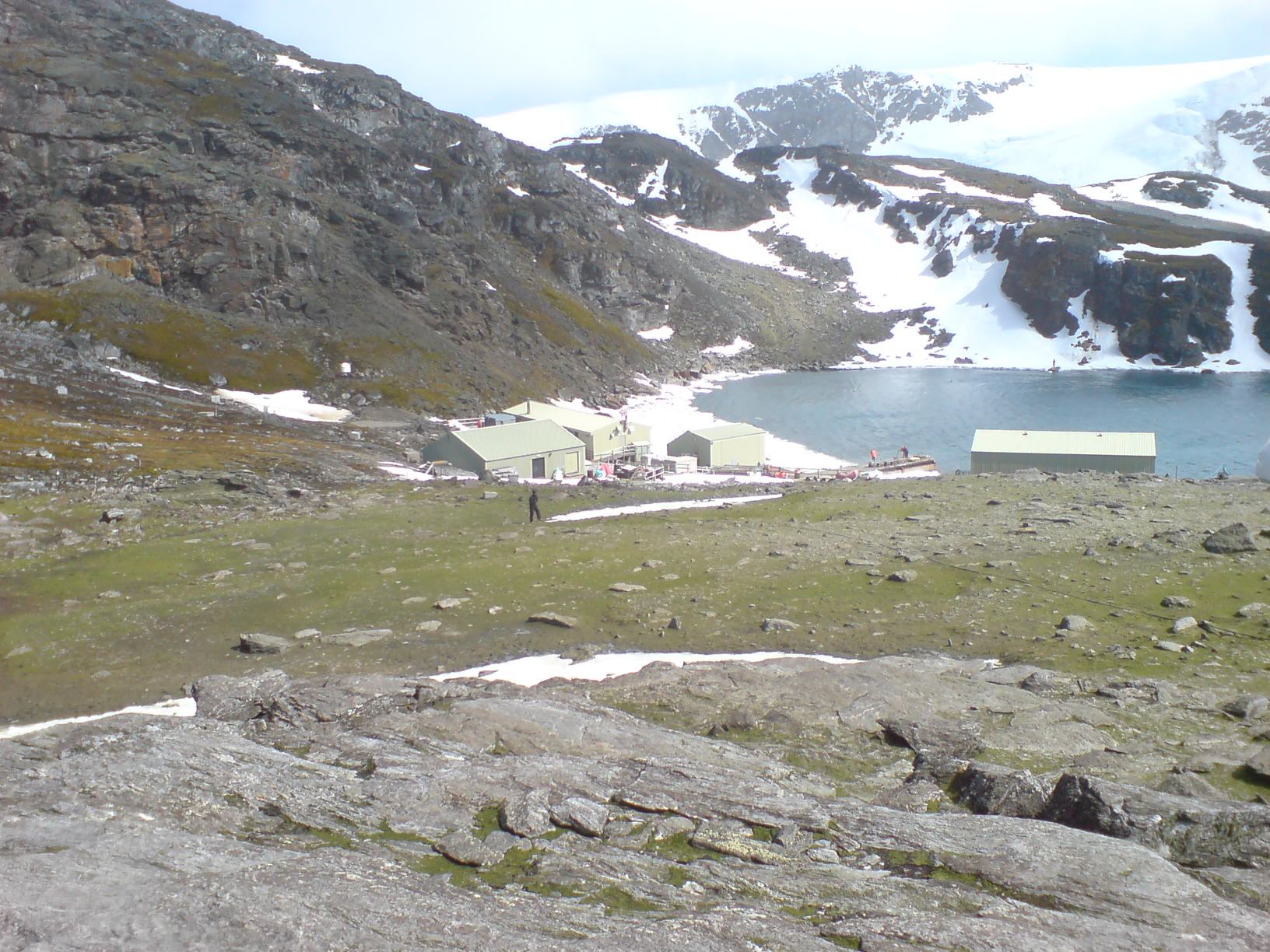
Base Signy
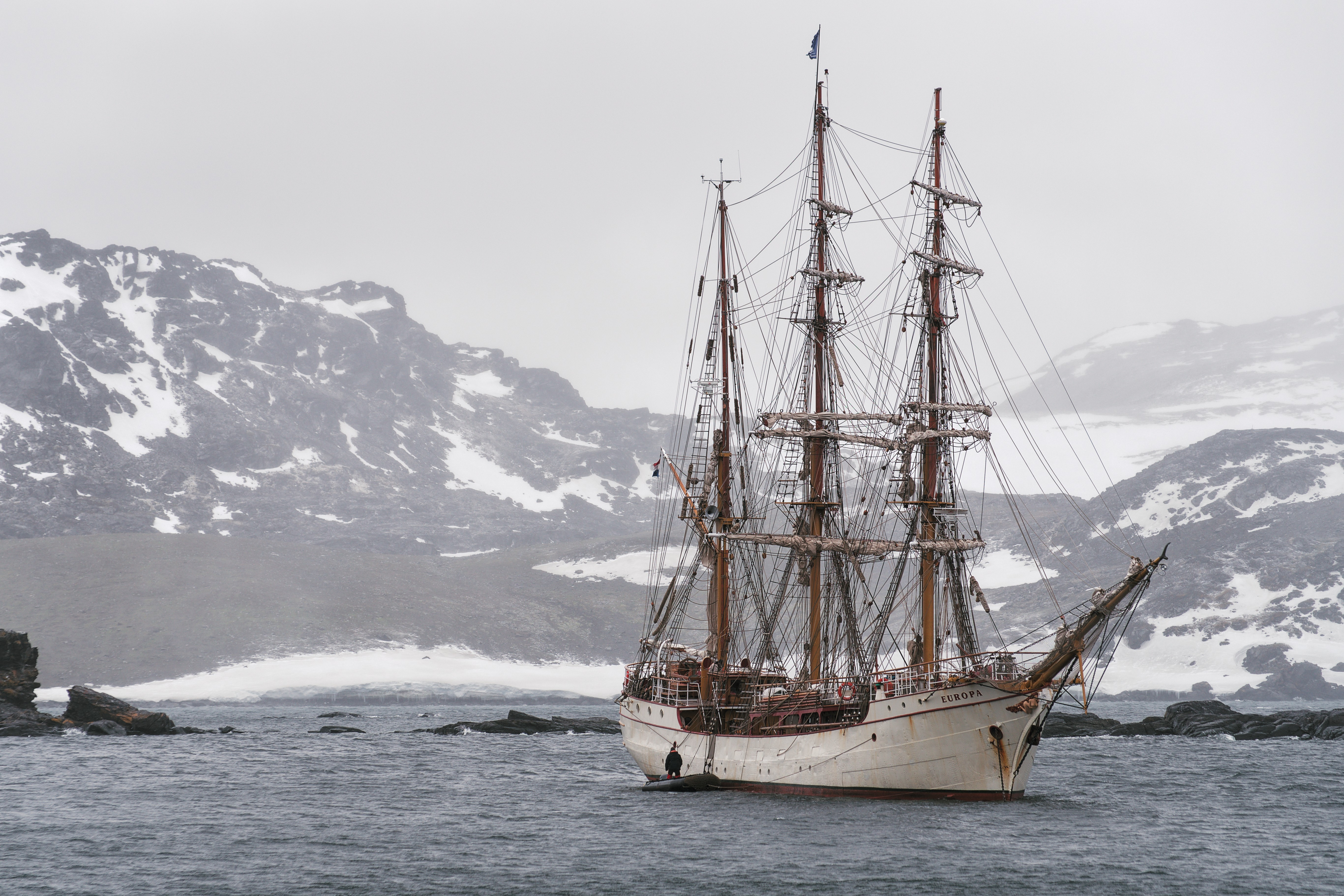
Bark Europa at Signy